# Santa María Visitación
Santa María Visitación är en kommunhuvudort i Guatemala.   Den ligger i departementet Departamento de Sololá, i den sydvästra delen av landet, 90 km väster om huvudstaden Guatemala City. Santa María Visitación ligger 1 945 meter över havet och antalet invånare är 1 487.
Terrängen runt Santa María Visitación är kuperad åt nordost, men åt sydväst är den bergig. Runt Santa María Visitación är det ganska tätbefolkat, med 214 invånare per kvadratkilometer. Närmaste större samhälle är Sololá, 15,6 km öster om Santa María Visitación. I omgivningarna runt Santa María Visitación växer i huvudsak städsegrön lövskog.